# Том Бішоф
Том Бішоф (нім. Tom Bischof, нар. 28 червня 2005, Ашаффенбург, Німеччина) — німецький футболіст, атакувальний півзахисник клубу «Баварія». 

## Ігрова кар'єра

### Клубна
У 2015 році Том Бішоф приєднався до футбольної академії клубу «Гоффенгайм 1899». До 2022 року футболіст грав за молодіжну команду. У січні 2022 року Бішоф підписав з клубом професійний контракт до 2025 року.
У березні 2022 року Том Бішоф дебютував в основі, коли вийшов на заміну у матчі чемпіонату країни проти берлінської «Герти». Паралельно з цим футболіст продовжив грати за дублюючий склад «Гоффенгайма» у регіональній лізі.
21 січня 2025 року прийняв рішення приєднатись до мюнхенської «Баварії» після закінчення сезону 2024-25 з «Гоффенгаймом». Контракт з новим клубом укладено на 4 роки (до 2029 року). Дебютував за основу «Баварії» 24 червня 2025 року у матчі проти «Бенфіки» в рамках Клубного чемпіонату Світу.

### Збірна
З 2020 року Том Бішоф виступає за юнацькі збірні Німеччини.

## Титули і досягнення
- Володар Суперкубка Німеччини (1):

«Баварія»: 2025